# August Löffler
Pour les articles homonymes, voir Löffler.
August Löffler, né le 24 mai 1822 à Munich, et mort le 19 janvier 1866 dans la même ville, est un peintre bavarois.

## Biographie
August Löffler naît le 24 mai 1822 à Munich.

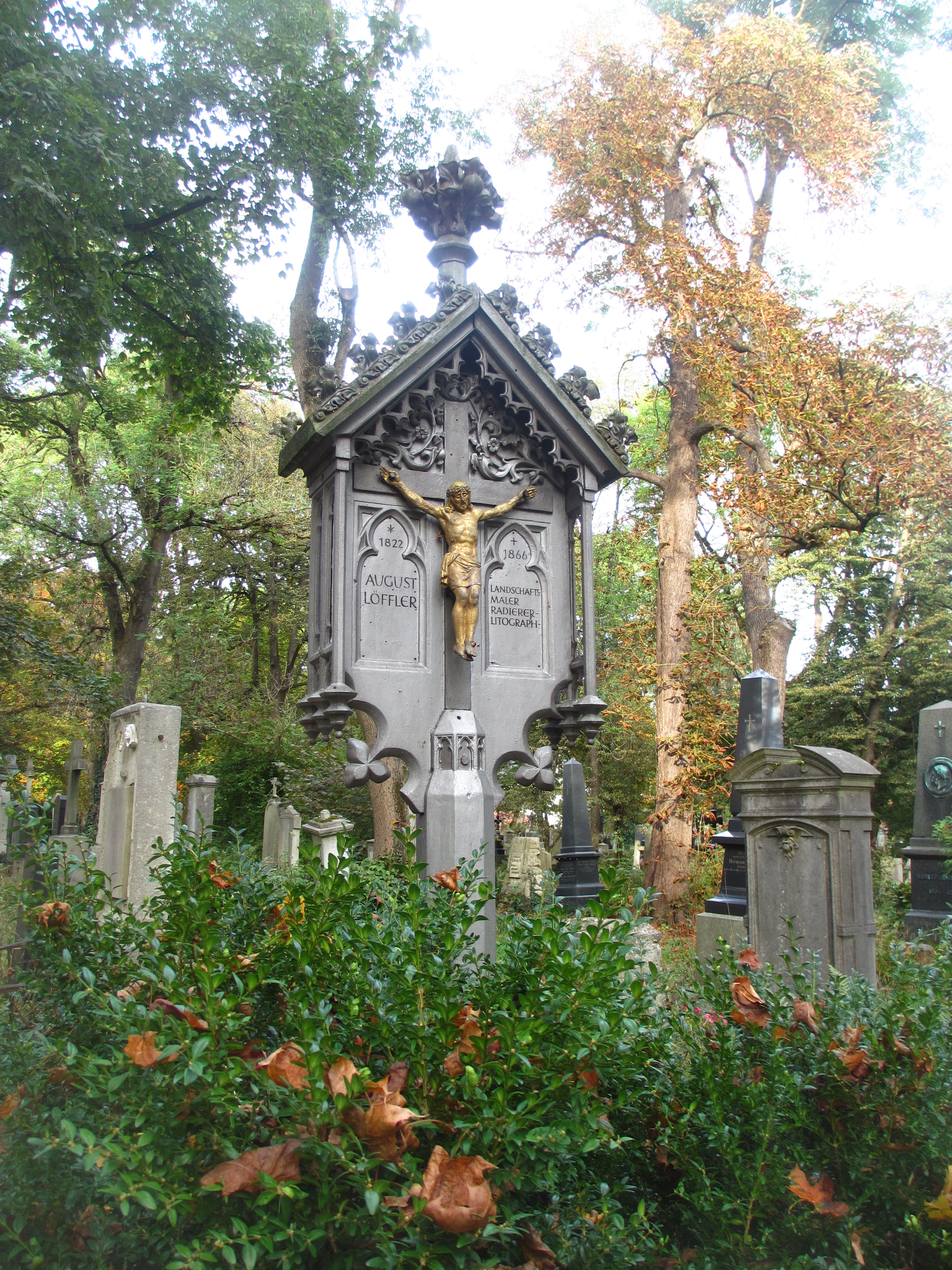
Tombe d'August Löffler dans l'ancien cimetière du Sud.

Il étudie auprès d'Heinrich Adam et de Carl Rottmann et peint pour la première fois des scènes d'Isarthal, près de Munich. En 1846, il se rend en Istrie et en Haute Italie, et en 1849 au Moyen-Orient. Il y peint un panorama remarquable de Jérusalem et parcourt l'Égypte, la Palestine et l'Asie mineure, avant de revenir à Munich à la fin de 1850. En 1851, il se rend à Dresde, puis à Berlin, et dans les années qui suivent, il peint un certain nombre de paysages de Palestine et de Grèce pour les rois de Prusse et du Wurtemberg.
En 1853, il accompagne Ludwig Thiersch en Grèce et fait de nombreuses études, exécutant un grand tableau, Delphes, à son retour. En 1856, il se rend à Venise et à Milan pour étudier les Vieux Maître. En 1857, il peint Jérusalem, Bethléem, Jafa, Saba, Damas et la mer Rouge pour le roi du Wurtemberg, et dessine les cartons Die Findung Moses' and Gott erscheint dem Elias auf dem Berg Horeb. En 1863, il peint des vues d'Athènes depuis Colone et de Jérusalem depuis le Mont des Oliviers, ainsi que quatre grandes peintures murales - de Memphis, Jérusalem, Athènes et Rome - pour les salles sociales de Kochel am See.

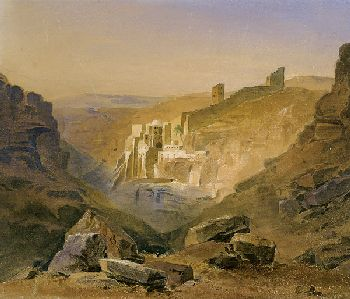
Le monastère de Mar Saba dans le désert de Judée, vers 1849

Mort le 19 janvier 1866 dans sa ville natale, il est inhumé dans l'ancien cimetière du Sud.

## Œuvres
- Le monastère de Mar Saba dans le désert de Judée, aquarelle, vers 1849.
- Le long du Jourdain, aquarelle gouache et mine de plomb, 1849-1850, National Gallery of Art[2].

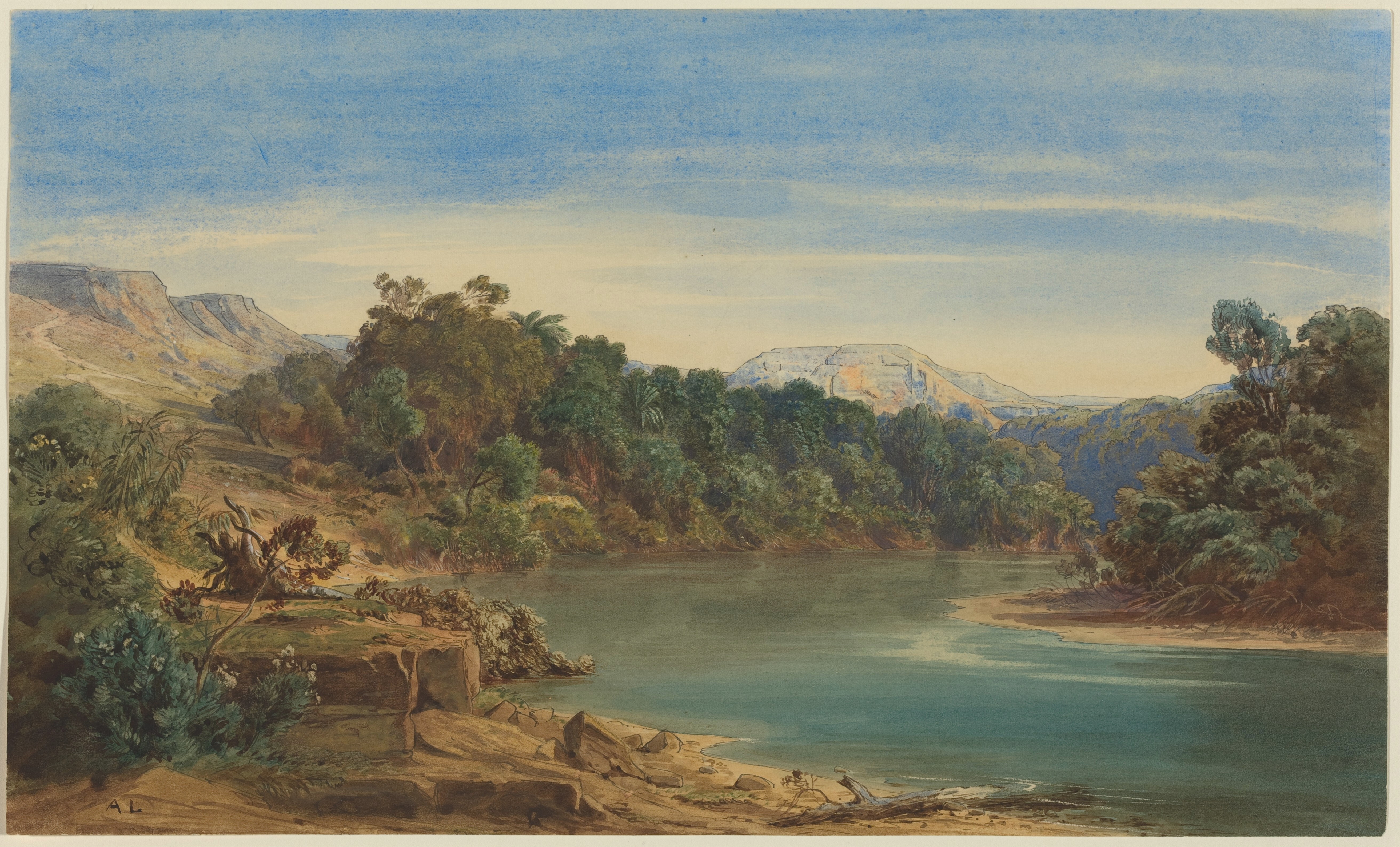
Le long du Jourdain, 1849-1850

- Paysage grec, musée de Leipzig[3].
- 22 esquisses d'Orient, musée de Munich[3].
- Les ruines de Jérusalem, musée de Stuttgart[4],[3].
- The Palm Forest of Cairo (pour le roi William de Wurtemberg)[4].
- Delphes[4].
- Damas[4].
- Bethléem[4].
- Moses[4].
- The Lord appearing to Elijah[4].
- The Gulf of Navarino[4].
- Lake Gennesareth, 1860[4].
- Athènes[4].
- The Road to Eleusis[4].
- Le Temple à Baalbec[4].
- Lakes Garda and Kochel, 1861[4].
- Bethany, 1862[4].
- Jérusalem vue du Mont des Oliviers, 1863[4].
- Quatre grands paysages forestiers pour Bad Kochel[4].